# ایساک گالوس
ایساک گالوس (اسپانیایی: Isaac Gálvez‎; ۲۰ مهٔ ۱۹۷۵ – ۲۶ نوامبر ۲۰۰۶) دوچرخه‌سوار اهل اسپانیا بود.
وی در مسابقات کشوری و بین‌المللی در مجموع برندهٔ ۲ مدال طلا، ۲ مدال نقره شده‌است.